# Нерчинск
Нерчинск (рус. Нерчинск) град је у Русији у Забајкалском крају. Према попису становништва из 2010. у граду је живело 14959 становника.

## Становништво
| 1939.  | 1959.  | 1970.  | 1979.  | 1989.  | 2002.  | 2010.  |
| ------ | ------ | ------ | ------ | ------ | ------ | ------ |
| 17.500 | 13.500 | 13.376 | 16.937 | 16.961 | 15.748 | 14.959 |